# Міас (річка)
Міас (рос. Миасс) — річка в Росії, на Південному Уралі в Західному Сибіру, права притока Ісеті (басейн Іртиша).

## Географія
Річка бере початок на східному схилі хребта Нуралі в Башкортостані.
Довжина — 658 км, площа басейну 21,8 тисяч км², середня витрата води близько 16 м³/с. У гірській частині — декілька водосховищ для водопостачання.

## Міста на Міасі
Челябінськ, Міас.

## Притоки
Найбільші притоки: Атлян, Великий Кіалим, Бішкиль, Зюзелга.